# 渡辺寛綱 (伯太渡辺家)
渡辺 寛綱（わたなべ ひろつな、1868年2月16日（慶応4年1月23日） - 1914年（大正3年）8月27日）は、明治時代の子爵。伯太藩主家渡辺家12代。父は渡辺潔綱。養父は実兄の渡辺章綱。

## 系譜
- 妻：立花敬子（父：子爵 立花種恭）
  - 長男：英綱（1894年 - 1956年）- 妻の慶子は皿井立三郎の娘[3]。
  - 長女：喜代子（児島俊之助の妻）（1896年 - 1977年）
  - 次男：良綱（1901年 - 1944年）
  - 三男：泰綱（1905年 - 1989年）
  - 四男：具綱（1907年 - 1942年）
  - 次女：須美子（1911年 -）